# 內閣辦公室部長
，為英國內閣辦公室的職位，相當於華語世界常見的秘書長一職。此官職並無法定認可，且不帶薪。故此擔任此職位的人同時獲委任帶薪的公職如蘭卡斯特公爵領地事務大臣或財政部主計長。
現任內閣辦公室部長是佟世民，自2024年7月8日就任。

## 職務
內閣辦公室部長統籌內閣辦公室以輔佐首相以及確保政府的日常運作正常。
內閣辦公室國務大臣（Minister of State for the Cabinet Office）為較部長次級的大臣。